# Emirates SkyCargo
Emirates SkyCargo es una aerolínea de carga con base en Dubái, Emiratos Árabes Unidos. Es una división de Emirates que comenzó sus operaciones en octubre de 1985, el mismo año de la formación de Emirates. Desde entonces ha sido la principal aerolínea de carga de la compañía, con base en el Aeropuerto Internacional de Dubái, su principal centro de conexión. Emirates SkyCargo realiza vuelos a veinte destinos en quince países desde el Aeropuerto de Dubái, y mediante la red de Emirates tiene acceso a setenta y nueve destinos adicionales. Es subsidiaria de The Emirates Group, que cuenta con más de cuarenta mil empleados y es propiedad del Gobierno de Dubái.
En 2008, Emirates SkyCargo trasladó sus operaciones a una terminal especial de 43 600 metros cuadrados dentro del Aeropuerto Internacional de Dubái, la cual tiene la capacidad de procesar 1,2 millones de toneladas de carga anualmente. Durante el año financiero 2008-09, EmiratesSkyCargo transportó 1 408 300 toneladas de carga, un número 9,8 % mayor al del año anterior. 
A 2009, Emirates SkyCargo es la séptima compañía de carga más grande del mundo.

## Historia
Emirates SkyCargo se estableció en octubre de 1985, al mismo tiempo que comenzó operaciones Emirates, operando como una entidad separada de la misma compañía. En su primer año, SkyCargo transportó más de diez mil toneladas de carga y arrendó la flota carguera completa a Emirates, además de encargarse de todo el transporte de las aeronaves de pasajeros de la aerolínea.
SkyCargo ha construido un renombre significativo ligado a la calidad, por lo que recibió su primer premio en 1989. A partir de entonces, ha recibido más de cien premios internacionales, incluyendo el entregado a la "Mejor aerolínea de carga de Oriente Medio" durante veinte años consecutivos.

### Historia moderna
El 3 de octubre de 1993, Emirates SkyCargo firmó un acuerdo con EC International para transportar todo el equipaje de carga desde los Estados Unidos a veinticuatro países a los que volaba Emirates, en Oriente Medio, la India, Europa y Lejano Oriente. 
Se agregaron nuevas rutas a medida que la aerolínea fue creciendo. En 1997 se incorporó Ámsterdam, el mismo año en que SkyCargo proveyó el 16 % de los ingresos de The Emirates Group por primera vez.
En mayo de 2003, la aerolínea adquirió un Boeing 747-400, el cual se sumó a tres Boeing 747. Operaba dos B747-400 con capacidad para 120 toneladas de peso y un B747-200 con capacidad para 110 toneladas. 
En septiembre de 2004, la aerolínea lanzó servicios hacia Johannesburgo y Lahore. El 20 de noviembre de 2005, Emirates anunció que había ordenado ocho Boeing 777 de carga, y que el primero de estos aviones entraría en servicio en 2007, en el Airshow de Dubái. Durante el Airshow de Farnborough en julio de 2006, la compañía firmó un contrato por diez Boeing 747-8, en un acuerdo de tres mil millones de dólares.
En 2005, Emirates SkyCargo y Korean Air Cargo firmaron un acuerdo de cooperación en dos rutas hacia la India, en Delhi y Mumbai.
En el final de su año financiero de 2006, en marzo, SkyCargo anunció ingresos por más de mil millones de dólares y transporte de más de un millón de toneladas de carga. La flota carguera incluía cuatro aviones: un Boeing 747-400F y tres A310-300. Ese mismo año, la aerolínea lanzó un servicio a Barcelona utilizando el Airbus 310.

### Historia reciente
En marzo de 2009, SkyCargo adquirió un nuevo Boeing 777 carguero de amplio rango, aumentando el número de su flota a ocho aviones. Ese mismo año informó que el porcentaje de sus ingresos en The Emirates Group había aumentado a un 9,8 % con respecto al año anterior, y que había trasladado 1,4 millones de toneladas de carga. Más de mil personas trabajaron en el servicio de carga en 2009.

## Destinos
Emirates SkyCargo opera vuelos exclusivamente de carga a veinte destinos, de los cuales doce pertenecen tanto a las aeronaves de pasajeros de Emirates como a las de SkyCargo.
| †   | Centro de conexión |
| ¤   | Pasajeros y carga  |
| ^   | Futuras            |
| [T] | Exrutas            |

| Ciudad           | País                    | IATA | OACI | Aeropuerto                                                     | Notas              | Referencias |
| ---------------- | ----------------------- | ---- | ---- | -------------------------------------------------------------- | ------------------ | ----------- |
| Almatý           | Kazajistán              | ALA  | UAAA | Aeropuerto Internacional de Almatý                             |                    | [ 18 ]      |
| Ámsterdam        | Países Bajos            | AMS  | EHAM | Aeropuerto de Ámsterdam-Schiphol ¤                             |                    | [ 18 ]      |
| Arbil            | Irak                    | EBL  | ORER | Aeropuerto Internacional de Erbil                              |                    | [ 18 ]      |
| Bogotá           | Colombia                | BOG  | SKBO | Aeropuerto Internacional El Dorado                             |                    | [ 18 ]      |
| Bagram           | Afganistán              | OAI  | OAIX | Base Aérea de Bagram                                           |                    | [ 18 ]      |
| Barcelona        | España                  | BCN  | LEBL | Aeropuerto Josep Tarradellas Barcelona-El Prat [T]             |                    | [ 19 ]      |
| Budapest         | Hungría                 | BUD  | LHBP | Aeropuerto de Budapest-Ferenc Liszt [T]                        |                    | [ 20 ]      |
| Campinas         | Brasil                  | VCP  | SBKP | Aeropuerto Internacional de Campinas                           | abastece Sao Paulo | [ 18 ]      |
| Chennai          | India                   | MAA  | VOMM | Aeropuerto Internacional de Chennai ¤                          |                    | [ 18 ]      |
| Ciudad de México | México                  | NLU  | MMSM | Aeropuerto Internacional de la Ciudad de México                |                    | [ 18 ]      |
| Guadalajara      | México                  | GDL  | MMGL | Aeropuerto Internacional de Guadalajara                        |                    |             |
| Dalian           | República Popular China | DLC  | ZYTL | Aeropuerto Internacional de Dalian-Zhoushuizi [T]              |                    | [ 21 ]      |
| Dakar            | Senegal                 | DKR  | GOOY | Aeropuerto Internacional de Dakar-Yoff/Léopold Sédar Senghor ¤ |                    | [ 18 ]      |
| Yibuti           | Yibuti                  | JIB  | HDAM | Aeropuerto Internacional de Yibuti-Ambouli [T]                 |                    | [ 22 ]      |
| Dubái            | Emiratos Árabes Unidos  | DWC  | OMDW | Aeropuerto Internacional de Dubái-Al Maktoum †                 |                    | [ 18 ]      |
| Düsseldorf       | Alemania                | DDL  | EDDL | Aeropuerto Internacional de Düsseldorf ¤                       |                    | [ 18 ]      |
| Eldoret          | Kenia                   | EDL  | HKEL | Aeropuerto Internacional de Eldoret                            |                    | [ 18 ]      |
| Entebbe          | Uganda                  | EBB  | HUEN | Aeropuerto Internacional de Entebbe ¤                          |                    | [ 18 ]      |
| Fráncfort        | Alemania                | FRA  | EDDF | Aeropuerto de Fráncfort del Meno ¤                             |                    | [ 18 ]      |
| Gotemburgo       | Suecia                  | GOT  | ESGG | Aeropuerto de Gotemburgo-Landvetter                            |                    | [ 18 ]      |
| Hahn             | Alemania                | FHN  | EDFH | Aeropuerto de Fráncfort-Hahn [T]                               |                    | [ 23 ]      |
| Hong Kong        | Hong Kong               | HKG  | VHHH | Aeropuerto Internacional de Hong Kong ¤                        |                    | [ 18 ]      |
| Islamabad        | Pakistán                | ISB  | OPRN | Nuevo Aeropuerto Internacional de Islamabad ¤                  |                    | [ 24 ]      |
| Kabul            | Afganistán              | KBL  | OAKB | Aeropuerto Internacional Hamid Karzai                          |                    | [ 18 ]      |
| Lagos            | Nigeria                 | LOS  | DNMM | Aeropuerto Internacional Murtala Muhammed ¤                    |                    | [ 24 ]      |
| Lahore           | Pakistán                | LHE  | OPLA | Aeropuerto Internacional Allama Iqbal ¤                        |                    | [ 24 ]      |
| Lieja            | Bélgica                 | LGG  | EBLG | Aeropuerto de Lieja [T]                                        |                    | [ 21 ]      |
| Lilongüe         | Malaui                  | LLW  | FWKI | Aeropuerto Internacional de Lilongüe                           |                    | [ 18 ]      |
| Luxemburgo       | Luxemburgo              | LUX  | ELLX | Aeropuerto de Luxemburgo [T]                                   |                    |             |
| Nairobi          | Kenia                   | NBO  | HKJK | Aeropuerto Internacional Jomo Kenyatta ¤                       |                    | [ 18 ]      |
| Seúl             | Corea del Sur           | ICN  | RKSI | Aeropuerto Internacional de Incheon ¤                          |                    | [ 18 ]      |
| Shanghái         | República Popular China | PVG  | ZSPD | Aeropuerto Internacional de Shanghái-Pudong ¤                  |                    | [ 18 ]      |
| Sharjah          | Emiratos Árabes Unidos  | SHJ  | OMSJ | Aeropuerto Internacional de Sharjah [T]                        |                    | [ 18 ]      |
| Taipéi           | Taiwán                  | TPE  | RCTP | Aeropuerto Internacional de Taiwán Taoyuan                     |                    | [ 18 ]      |
| Toledo           | Estados Unidos          | TOL  | KTOL | Toledo Express Airport                                         |                    | [ 18 ]      |
| Zaragoza         | España                  | ZAZ  | LEZG | Aeropuerto de Zaragoza                                         |                    | [ 18 ]      |
| Quito            | Ecuador                 | UIO  | SEQU | Aeropuerto Internacional Mariscal Sucre^                       |                    | [ 18 ]      |
| Ciudad del Este  | Paraguay                | AGT  | SGES | Aeropuerto Internacional Guaraní [T]                           |                    | [ 18 ]      |

## Flota
La flota de Emirates SkyCargo consiste en las siguientes aeronaves, con una edad media de 7.3 años (a agosto de 2022):